# Campanya del Caucas (1395)
La campanya del Caucas fou una continuació de la campanya de Tamerlà contra Toktamix, que es va desenvolupar sobretot al Caucas i al riu Volga el 1395 i 1396

## Campanya del Caucas (1395)
Deixant el llunyà nord, Timur va voler completar la marxa entorn de la mar Càspia passant pel Caucas. Quan els seus exèrcits es van dirigir al sud, a climes més càlids, Timur va deixar una Horda d'Or devastada. Tal com havia previst, i gràcies al seu suport a un príncep rival, Koyritchak Aghlan (Koirijak després Koirijak Khan), el país va entrar en un període de lluites civils. Arabshah descriu com el magnífic kanat es va convertir en «un desert buit, els habitants escassos i dispersos, derrotats i destruïts». Només un segle després de la mort de Timur, l'Horda d'Or es va esfondrar en regnes independents
Els kiptxaks del desert i els karluks de les terres de les neus es van incorporar a les forces de Timur. Tots junts va baixar cap al sud per uns territoris (el Kuban) que havien estat invulnerables per altres exèrcits; els circassians van cremar la terra entre la riba sud de la mar d'Azov i el riu Tànais, i el Kuban, de manera que els cavalls dels timúrides van patir molt i una part va morir. A Kuban es van aturar i Timur va enviar als prínceps Miran Shah i Muhammad Sultan i a l'amir Jahan Shah a devastar les terres dels circassians; els prínceps circassians es van rendir sense oposar gairebé cap resistència i els seus territoris foren saquejats.
Va arribar al sud fins al mont Elbrús. Va rebre una denúncia des de Samarcanda contra l'amir Osman Abas i li va donar credit (tot i que segonbs Yazdi era infundada) i va ordenar la seva execució. Va avançar cap a Buraberdi i va atacar al príncep Buraken dels as (ossetis?). A tota la zona de l'Elbrús els castells georgians li tallaven el pas, però els va conquerir i saquejat tots; va passar tot l'estiu en el trajecte. Va atacar les fortaleses de Kula i Taus, més a l'est, que estaven habitades pels mateixos pobles que vivien a la zona de l'Elbrús. La de Taus sobretot estava construïda en el cim d'una alta muntanya; va cridar als combatents mekrites acostumats a les muntanyes altes però després d'inspeccionar-la amb cura no van trobar cap manera d'accedir-hi; Timur hi va pensar i va ordenar fer diverses escales que es lligarien una a l'altra i finalment al cim; uns suïcides voluntaris haurien de pujar per lligar una escala a l'altra i finalment al cim, i probablement moririen sobretot quan arribaren a la part alta, però hi havia molts voluntaris per morir per Timur; amb aquest sistema es va aconseguir conquerir la fortalesa. Yazdi diu que els defensors pertanyien a la nació d'Itcaoun. Els governadors de les dues fortaleses foren capturats i executats. Després va seguir cap a la fortalesa d'un cap de nom Pulad on s'havia refugiat Otarkou, un dels grans amirs del Quiptxaq; pel camí va passar per Balakan on es va trobar tanta mel que tots els soldats se’n van poder proveir. Després va escriure a Pulad i li va exigir l'entrega d'Otarkou que fou refusada; la fortalesa estava defensada per un bosc gran i dens, que Timur va ordenar tallar, de manera que va poder arribar a la vora de la fortalesa; estava en una muntanya escarpada, però fou atacada i els defensors foren morts o capturats; No s'esmenta no obstant la sort de Pulad però Otarkou va poder fugir pels passos de muntanya, el que fa pensar que tots dos devien escapar. Una part dels defensors va resistir a la muntanya però foren derrotats i tirats al foc. Miran Shah va perseguir a Otarkou que es va fer fort en un lloc de muntanya anomenat Abasa; Timur va anar allí, va ocupar el lloc i va fer presoner a Outarkou al que va lligar amb cadenes.
Després va seguir contra Semsem o Samsam; Muhammad, fill de Gayur Khan, el va anar a trobar i es va tirar als seus peus demanant ser admès com a servidor de Timur, que li fou concedit. Una part dels habitants havia fugit a les muntanyes i intentava resistir però foren derrotats i molts d'ells morts i altres capturats; els presoners lligats foren tirats de dalt de la muntanya. Va seguir cap a la muntanya Auher i després a Bishkunt, que ja molt abans havien enviat emissaris per declarar la seva obediència a Timur i que els va donar algunes senyories a la zona. Després va seguir cap al país dels cosacs de Jutur a tots els quals va matar i va saquejar el seu territori. Van seguir fins a Bogaz Kum, on Timur va pensar de passar l'hivern i allí se li van sotmetre els habitants de Mamkatu i Kazikumukh. A tota la zona ja només quedaven sense sotmetre els habitants d'unes illes que aprofitant la seva situació van evitar de prestar obediència. Hom els anomenava balektxian, és a dir 'pescadors'. Com que havia arribat l'hivern, la mar es va glaçar i els soldats van poder passar i sotmetre als illencs als que van saquejar i convertir en esclaus.

## Devastació d'Astrakhan i Sarai (1395)
Seguint el itinerari que havia fet Tamerlà a Rússia, el conqueridor va anar primer cap a Astracan (anomenada també Hajji Terkhan). En aquesta campanya (a diferència de la campanya anterior) Timur no va estalviar les ciutats. El governador era Mahmudi del que Timur sospitava que el volia trair. Va sortir a rebre a Timur a la porta i immediatament fou arrestat. Va ocupar i saquejar aquesta ciutat de la boca del Volga (Astrakhan) defensada segons la tradició per una paret de blocs d'aigua glaçada que els habitants i llençaven per formar un tot. Després va seguir fins a Sarai (mes al nord) la capital, ciutat que també fou saquejada. Sarai, capital de l'Horda d'Or, era molt rica i Timur la va saquejar recordant que Toktamix havia assolat Transoxiana el 1387 i havia cremat el famós palau de Txagatai a Karshi, a la vall de Qashqa Darya on Timur havia crescut de jove. Segons Ibn Batuta, Sarai era una ciutat "de mida il·limitada ... sufocada pels seus habitants". Els basars tenien elements de metall, cuir, llana, gra, pells, fusta i esclaus. Ara fou cremada. Amb permís del seu líder, les hordes es van emportar les coses de la ciutat mentre Timur agafava lingots d'or i plata, grans quantitats d'armes i esclaus, lli de Antioquia, tela russa, sedes negres, ermini, guineu i pells de tota mena. Va ser tal la quantitat que "seria tediós detallar tot el botí que van obtenir en aquest gran país", diu Yazdi. Va expulsar els habitants de Sarai en el fred de mig hivern i els seus habitants van morir congelats a la neu, i va cremar els edificis de fusta. En venjança perquè quan van atacar Bukharà van cremar un Palau matant a la guarnició, Timur va fer matar tots els habitants i va tirar al governador al riu gelat.

## Final de la campanya del Caucas i estada a Shirwan (1396)
Timur va acampar a Bugaz Kum fins a l'inici de la primavera quan va baixar cap a Derbent. Passant pel Terek, (al Dagestan), prop d'on va atacar als cristians d'Uchinje, assetjant la ciutat i devastant i saquejant tota la comarca. Llavors va arribar des de Kazikumukh i Ausgerd el cap Shukel amb 3000 homes, en ajut de Uchinje, però Timur els va atacar per sorpresa amb només 500 homes i els va derrotant, matant una part i posant la resta en fuita. Mubashir Bahadur va seguir a Shukel i el va atrapar i matar d'una fletxa i el seu cap fou portat a Timur; els presoners foren perdonats perquè eren musulmans tot i que havien anat a ajudar a cristians. Finalment Uchinje fou conquerida i tots els seus defensors passats a ganivet ja que eren cristians; els governadors de Kazikumukh i d'Ausgerd, amb els cadis i notables locals dels dos llocs, es van presentar a Timur i van suplicar perdó per haver ajudat als cristians. Timur els va perdonar, els va incitar a seguir fent la guerra als cristians com tenien per costum i els va concedir diplomes de possessió dels principats. Després va seguir un atac a Nerghes, on els habitants foren massacrats i la ciutat saquejada; els que es van amagar a coves o a les muntanyes foren capturats i morts a cops de llança o a causa de fletxes. Després van caure Dika, Balu i Derkalu, saquejades i arrasades i on tothom fou mort. Ja tot el Caucas Nord estava sotmès i es podia retornar. Cada soldat ho feia amb 5 o 6 dones joves i els carros anaven plens de botí. Van passar per Zaragheran, ciutat especialitzada en cotes de malla, els caps de la qual es van sotmetre immediatament i van oferir a Timur les millors creacions en cotes de malles dels més grans artesans. Els darrers a presentar-se foren els de Kaytak que també es van sotmetre i van obtenir la gràcia. Després Timur va passar per Derbend i Bakú, ciutats que l'obeien. L'amir Xaikh Ibrahim de Xirvan, que havia acompanyat a Timur durant tota l'expedició, va obtenir permís per avançar-se i entrar a Sheberan on va preparar un gran banquet que va oferir a la cort. D'allí va anar a Shamaki i va acampar a la vora del riu Kur. A Shamaki, que pertanyia a Xaikh Ibrahim, aquest va donar una segona festa amb banquet. Timur li va concedir diverses vestes i objectes d'or per a ell i per membres de la dinastia de Xirvan i els seus generals i li va concedir un diploma per la possessió perpetua i hereditària de Xirvan i Shamaki; li va encarregar la vigilància de Derbent i li va demanar de comunicar qualsevol que passés en aquesta ciutat. Després d'uns dies al país va creuar el Kur i va anar a acampar a Akhtam ja a l'Azerbaidjan.